# MTV Video Music Award para Melhor Colaboração
O MTV Video Music Award para Melhor Colaboração (em inglês, MTV Video Music Award for Best Collaboration) foi apresentado pela primeira vez no MTV Video Music Awards em 2007 sob o nome Most Earthshattering Collaboration, uma vez que os VMAs foram renovados e algumas novas categorias foram adicionadas a premiação. Quando a MTV voltou com os VMAs de volta ao seu antigo formato em 2008, esta categoria não foi apresentada. Só em 2010 é que a categoria foi reintroduzida, sob o nome de Melhor Colaboração.
Beyoncé tem o maior número de vitórias nesta categoria, com três prêmios, seguida por Taylor Swift e Lady Gaga, com dois prêmios cada. Ariana Grande e Rihanna são as artistas mais indicadas, com seis indicações, seguidas por Beyoncé, com cinco indicações.

## Vencedores e indicados

### Década de 2000
| Ano  | Vencedor(a)                          | Indicados | Ref.  |
| ---- | ------------------------------------ | --- | ----- |

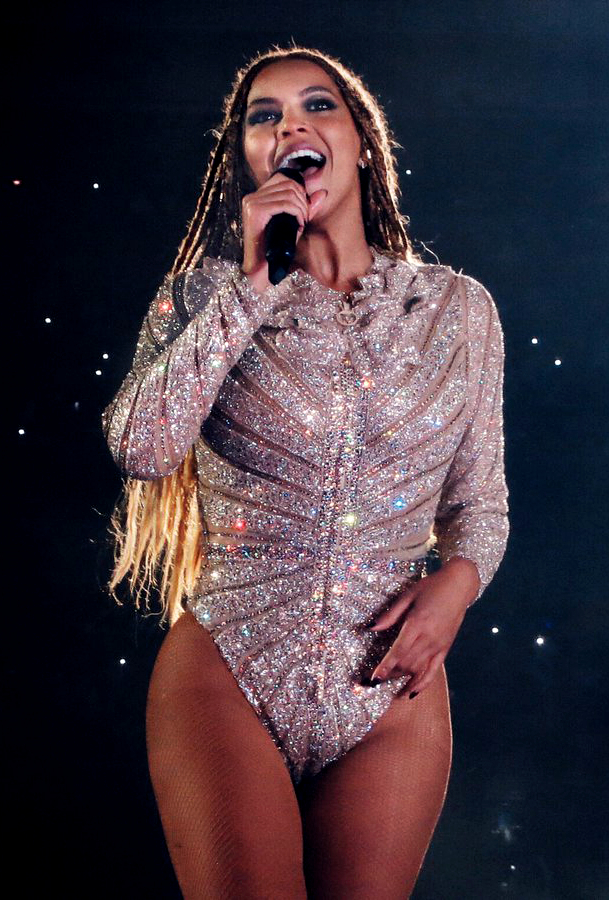
A vencedora inaugural Beyoncé venceu o prêmio três vezes

| 2007 | Beyoncé e Shakira – "Beautiful Liar" | - Akon (com part. de Eminem) – "Smack That" - Gwen Stefani (com part. de Akon) – "The Sweet Escape" - Justin Timberlake (com part. de Timbaland) – "SexyBack" - U2 e Green Day – "The Saints Are Coming" | [ 1 ] |

### Década de 2010
| Ano                          | Vencedor(a)                                                              | Indicados | Ref.   |
| ---------------------------- | ------------------------------------------------------------------------ | --- | ------ |

Lady Gaga venceu o prêmio de 2010 e 2020

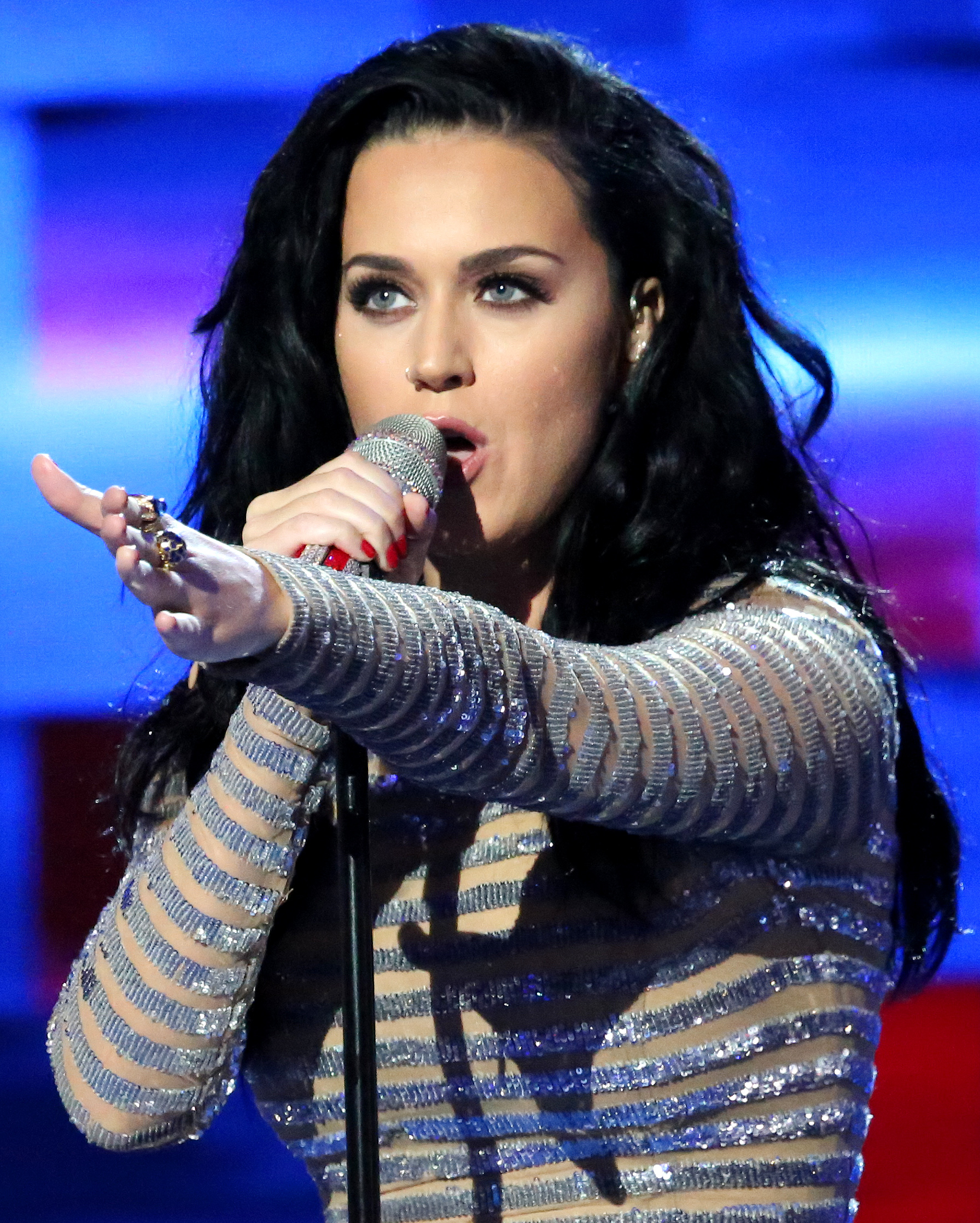
Katy Perry venceu o prêmio de 2011

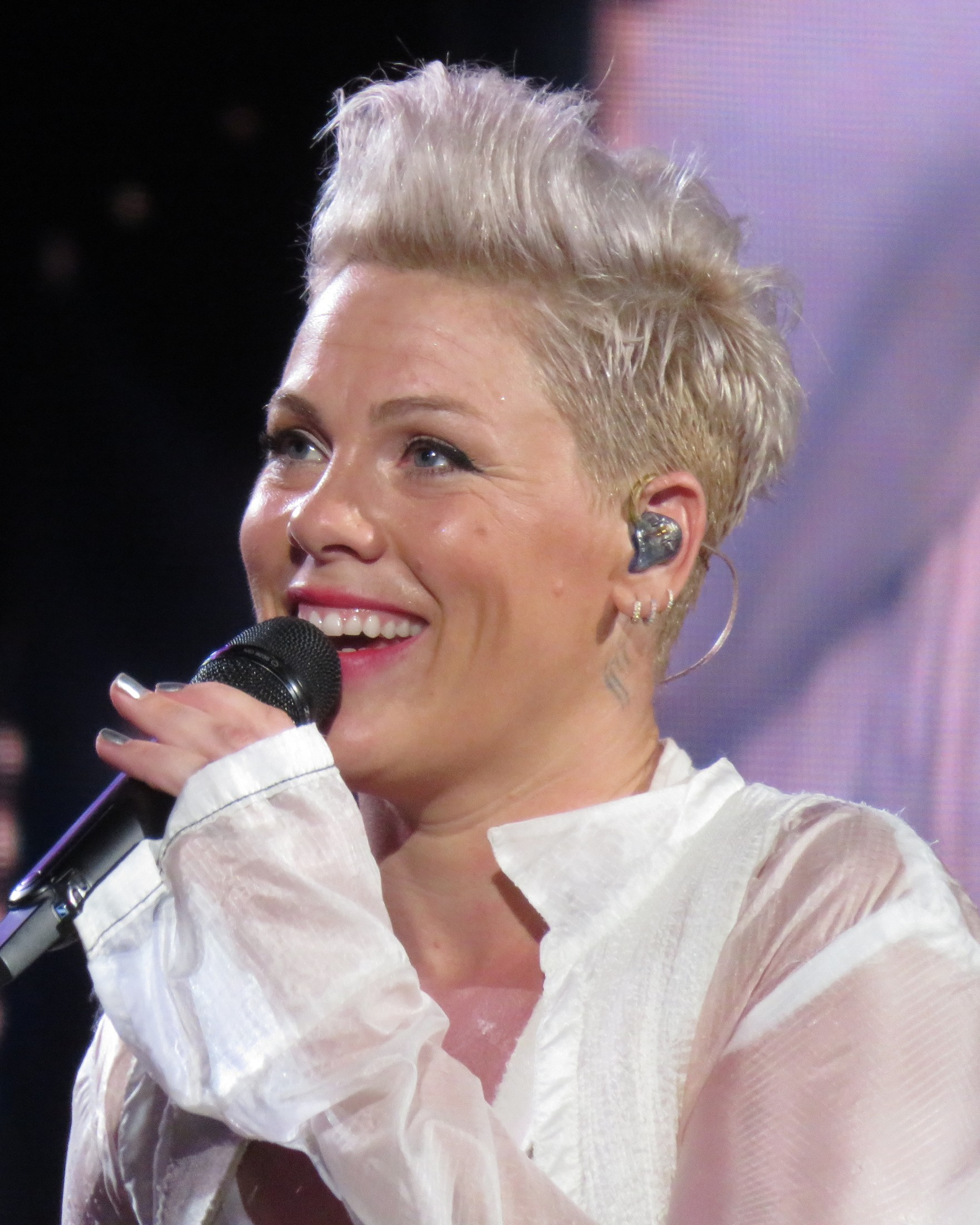
Pink venceu o prêmio de 2013

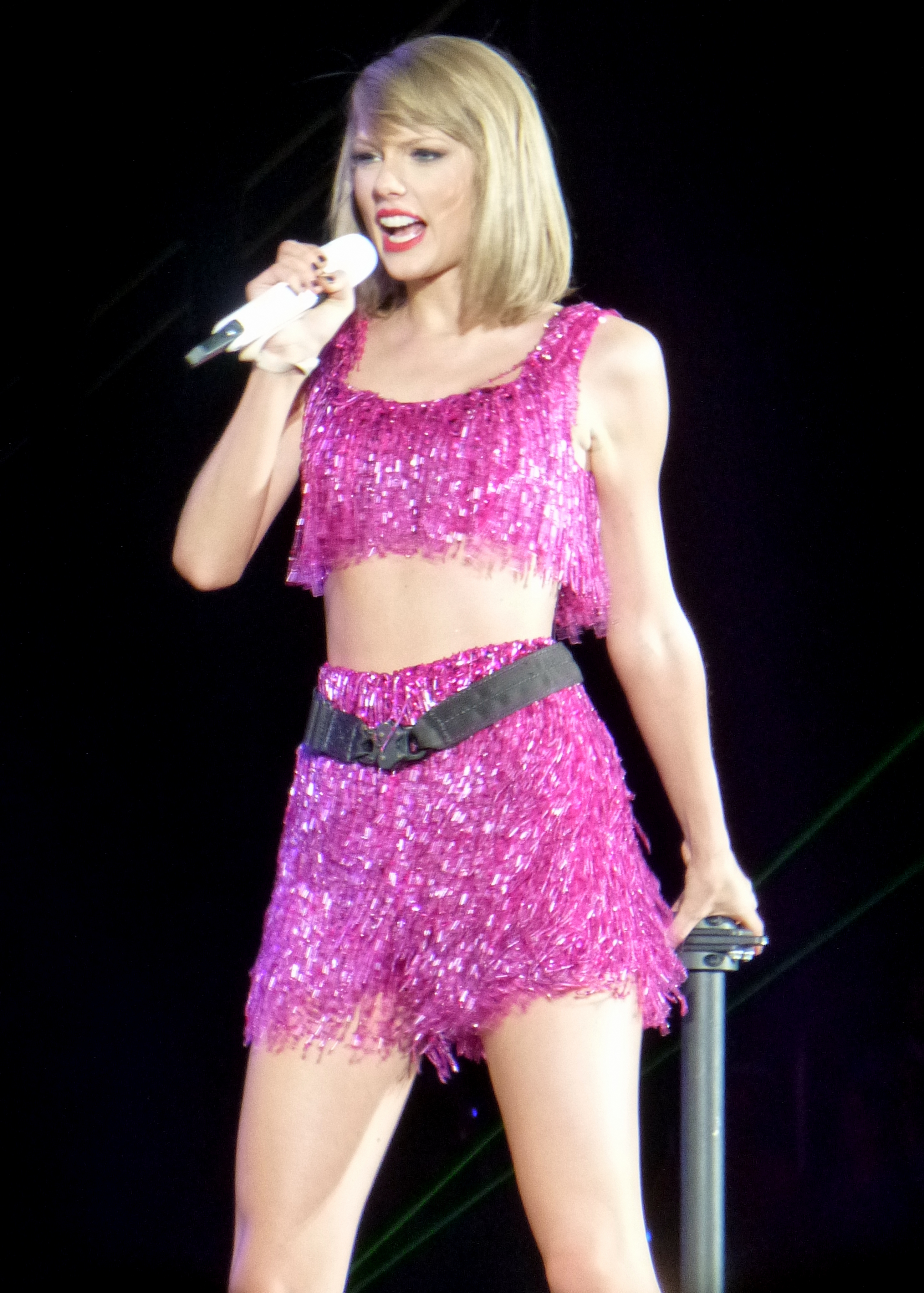
Taylor Swift venceu os prêmios de 2015, 2017 e 2024

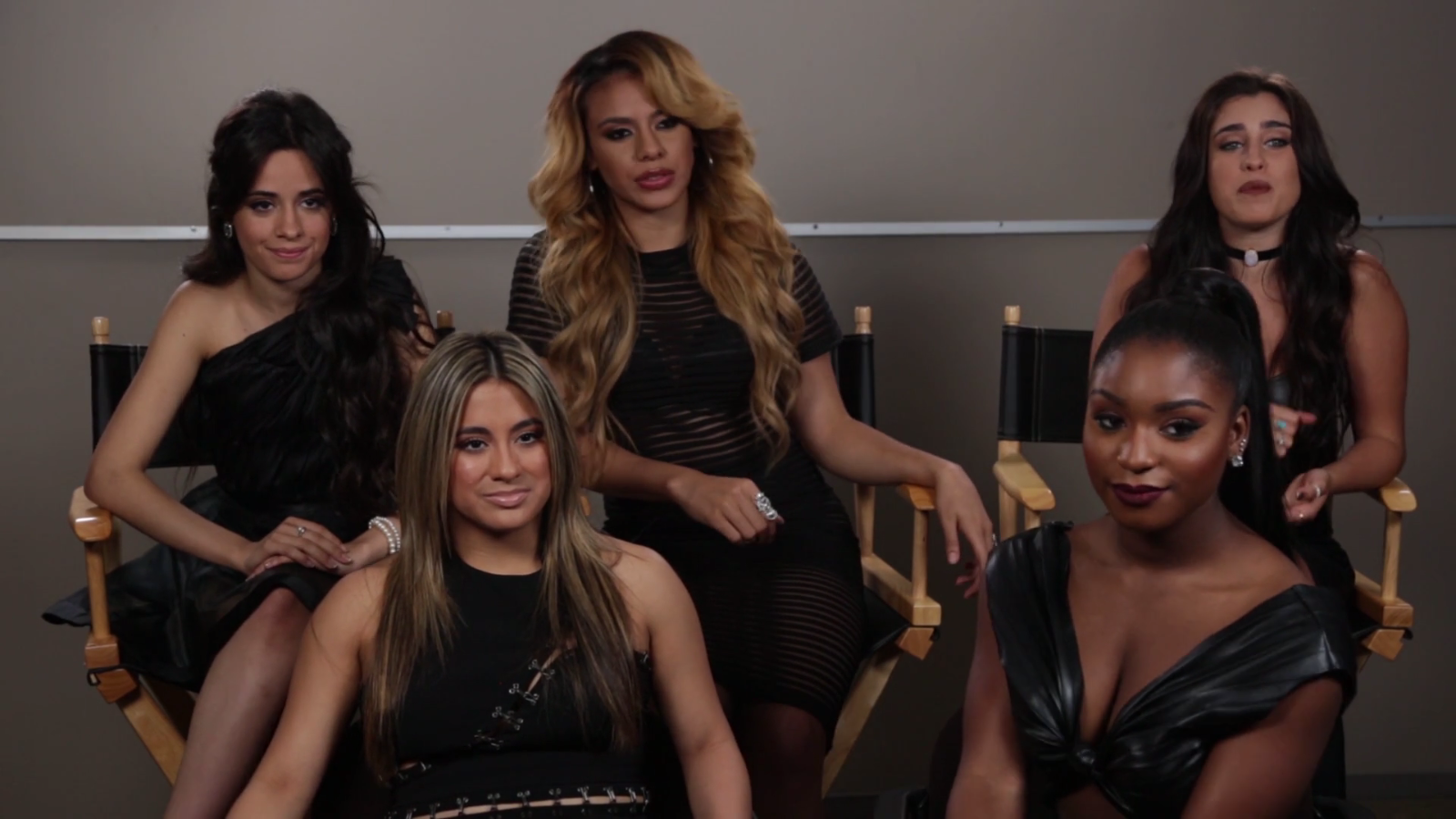
Fifth Harmony venceu o prêmio de 2016

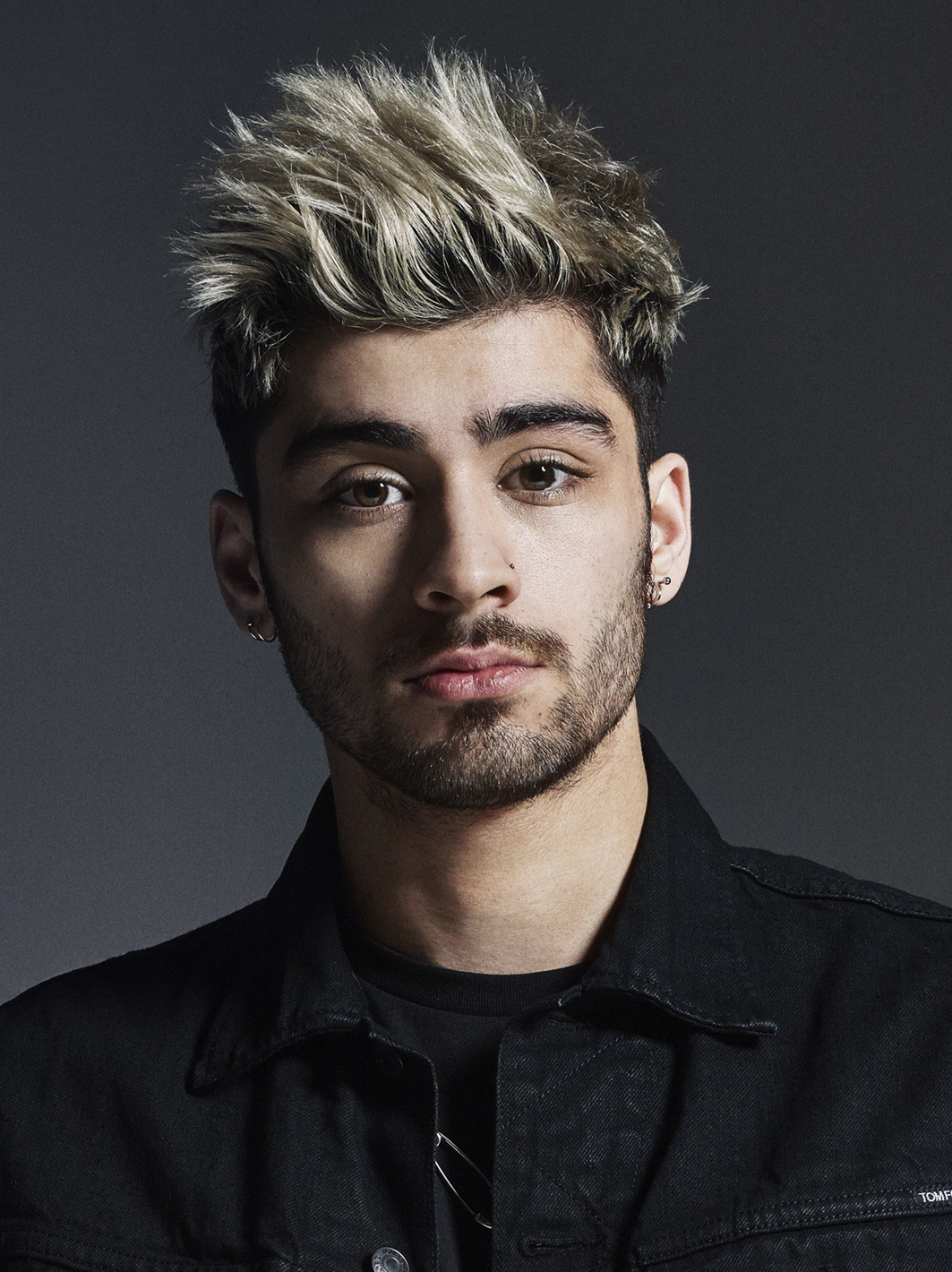
Zayn venceu o prêmio de 2017

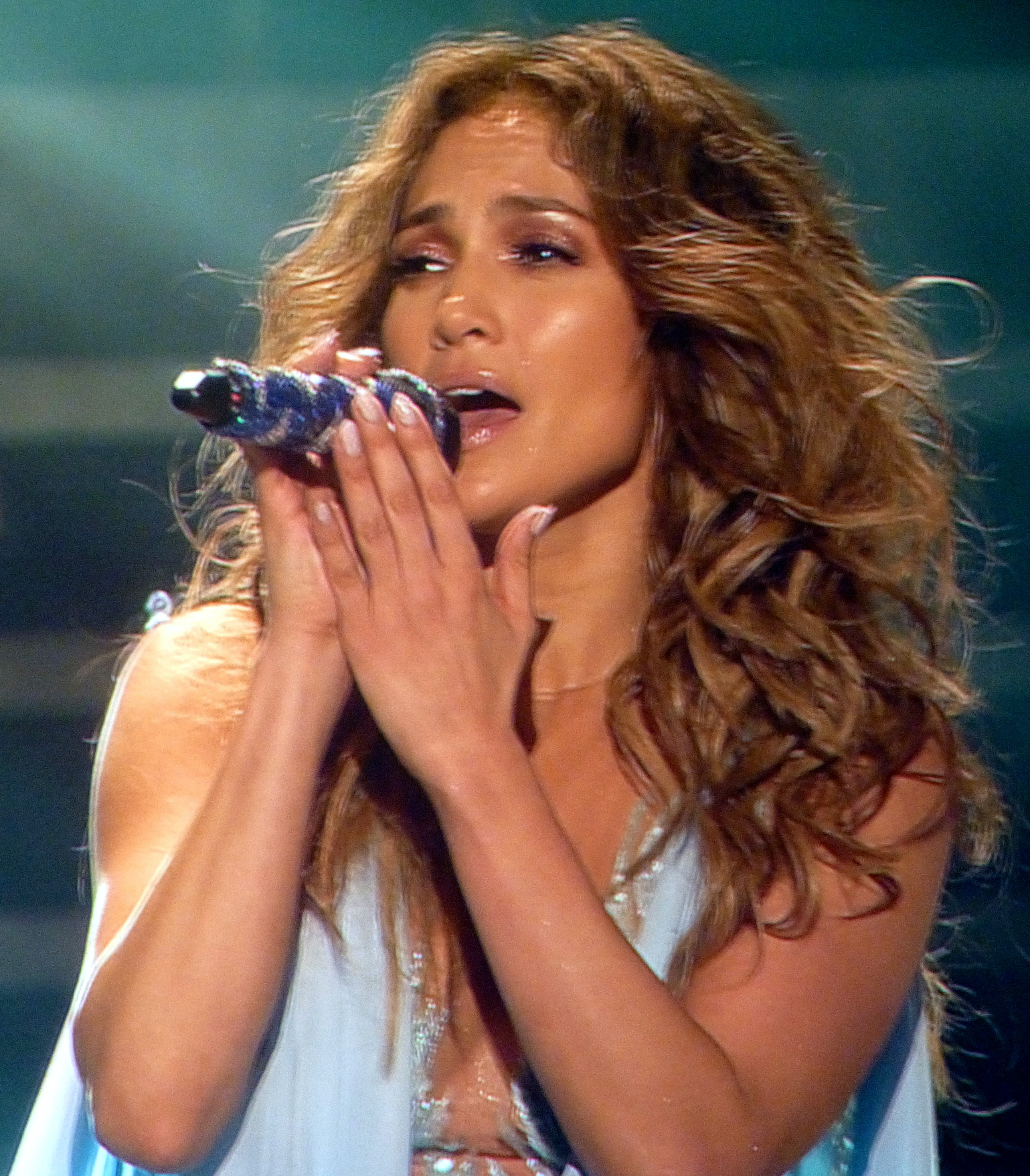
Jennifer Lopez venceu o prêmio de 2018

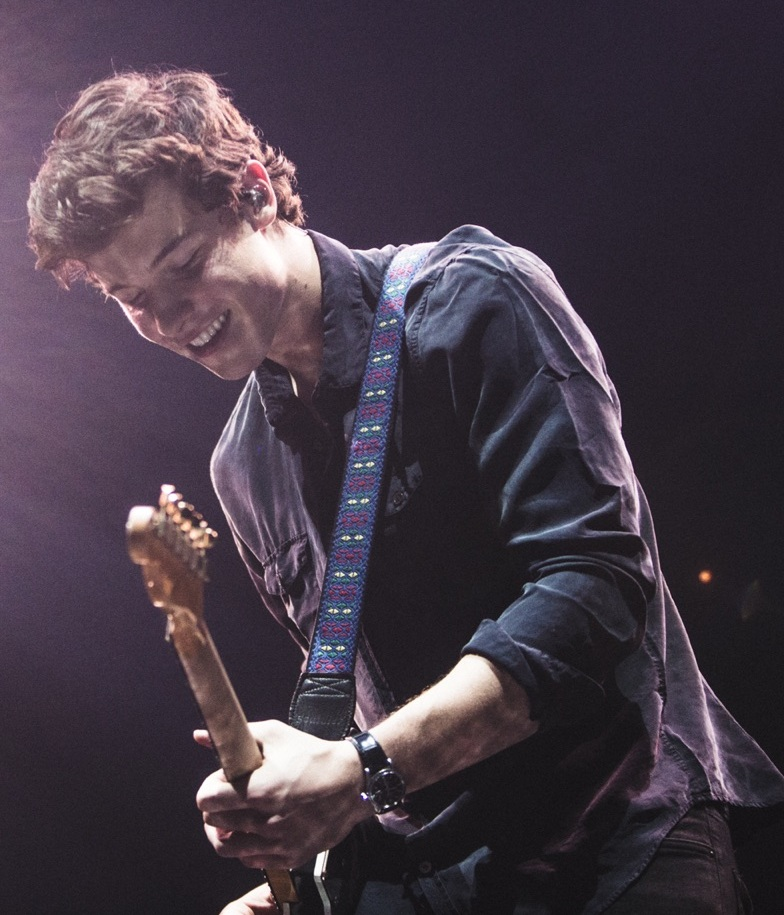
Shawn Mendes venceu o prêmio de 2019

| 2010                         | Lady Gaga (com part. de Beyoncé) – "Telephone"                           | - 3OH!3 (com part. de Ke$ha) – "My First Kiss" - Beyoncé (com part. de Lady Gaga) – "Video Phone (Extended Remix)" - B.o.B (com part. de Hayley Williams) – "Airplanes" - Jay Z e Alicia Keys – "Empire State of Mind" | [ 2 ]  |
| 2011                         | Katy Perry (com part. de Kanye West) – "E.T."                            | - Chris Brown (com part. de Lil Wayne e Busta Rhymes) – "Look at Me Now" - Nicki Minaj (com part. de Drake) – "Moment 4 Life" - Pitbull (com part. de Ne-Yo, Nayer e Afrojack) – "Give Me Everything" - Kanye West (com part. de Rihanna é Kid Cudi) – "All of the Lights"                                                    | [ 3 ]  |
| Prêmio não concedido em 2012 |                                                                          | |        |
| 2013                         | Pink (com part. de Nate Ruess) – "Just Give Me a Reason"                 | - Calvin Harris (com part. de Ellie Goulding) – "I Need Your Love" - Pitbull (com part. de Christina Aguilera) – "Feel This Moment" - Robin Thicke (com part. de T.I. e Pharrell) – "Blurred Lines" - Justin Timberlake (com part. de Jay Z) – "Suit & Tie"                                                                   | [ 4 ]  |
| 2014                         | Beyoncé (com part. de Jay Z) – "Drunk in Love"                           | - Chris Brown (com part. de Lil Wayne e Tyga) – "Loyal" - Eminem (com part. de Rihanna) – "The Monster" - Ariana Grande (com part. de Iggy Azalea) – "Problem" - Katy Perry (com part. de Juicy J) – "Dark Horse" - Pitbull (com part. de Kesha) – "Timber"                                                                   | [ 5 ]  |
| 2015                         | Taylor Swift (com part. de Kendrick Lamar) – "Bad Blood"                 | - Ariana Grande e The Weeknd – "Love Me Harder" - Jessie J, Ariana Grande e Nicki Minaj – "Bang Bang" - Mark Ronson (com part. de Bruno Mars) – "Uptown Funk" - Wiz Khalifa (com part. de Charlie Puth) – "See You Again" | [ 6 ]  |
| 2016                         | Fifth Harmony (com part. de Ty Dolla $ign) – "Work from Home"            | - Beyoncé (com part. de Kendrick Lamar) – "Freedom" - Ariana Grande (com part. de Lil Wayne) – "Let Me Love You" - Calvin Harris (com part. de Rihanna) – "This Is What You Came For" - Rihanna (com part. de Drake) – "Work"                                                                                                 | [ 7 ]  |
| 2017                         | Zayn e Taylor Swift – "I Don't Wanna Live Forever (Fifty Shades Darker)" | - The Chainsmokers (com part. de Halsey) – "Closer" - DJ Khaled (com part. de Rihanna e Bryson Tiller) – "Wild Thoughts" - DRAM (com part. de Lil Yachty) – "Broccoli" - Calvin Harris (com part. de Pharrell Williams, Katy Perry e Big Sean) – "Feels" - Charlie Puth (com part. de Selena Gomez) – "We Don't Talk Anymore" | [ 8 ]  |
| 2018                         | Jennifer Lopez (com part. de DJ Khaled e Cardi B) – "Dinero"             | - The Carters – "Apeshit" - Logic (com part. de Alessia Cara e Khalid) – "1-800-273-8255" - Bruno Mars (com part. de Cardi B) – "Finesse (Remix)" - N.E.R.D e Rihanna – "Lemon" - Bebe Rexha (com part. de Florida Georgia Line) – "Meant to Be"                                                                              | [ 9 ]  |
| 2019                         | Shawn Mendes e Camila Cabello – "Señorita"                               | - BTS (com part. de Halsey) – "Boy with Luv" - Lady Gaga e Bradley Cooper – "Shallow" - Lil Nas X (com part. de Billy Ray Cyrus) – "Old Town Road (Remix)" - Ed Sheeran e Justin Bieber – "I Don't Care" - Taylor Swift (com part. de Brendon Urie of Panic! at the Disco) – "Me!"                                            | [ 10 ] |

### Década de 2020
| Ano  | Vencedor(a)                                           | Indicados | Ref.   |
| ---- | ----------------------------------------------------- | --- | ------ |

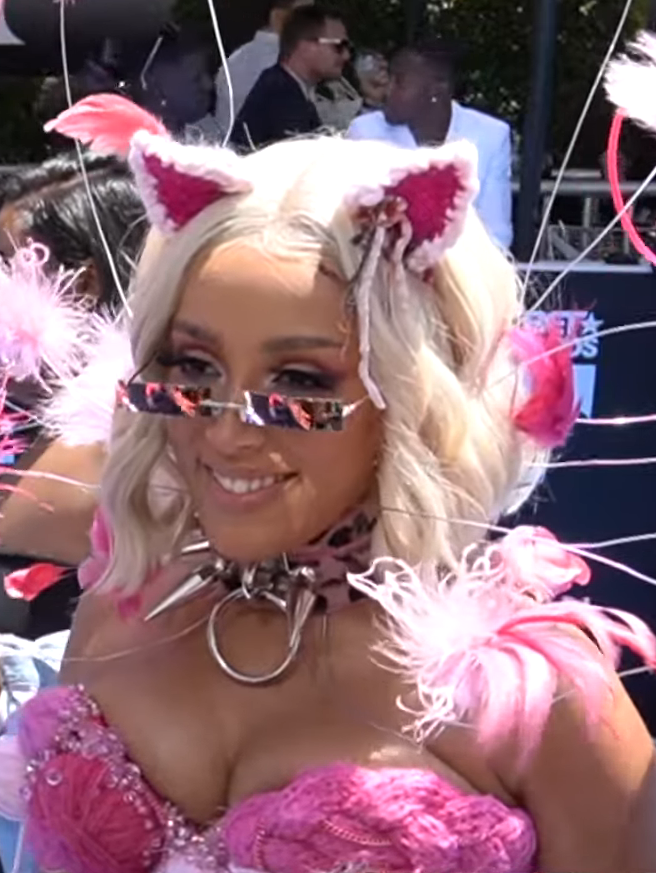
Doja Cat venceu o prêmio de 2021

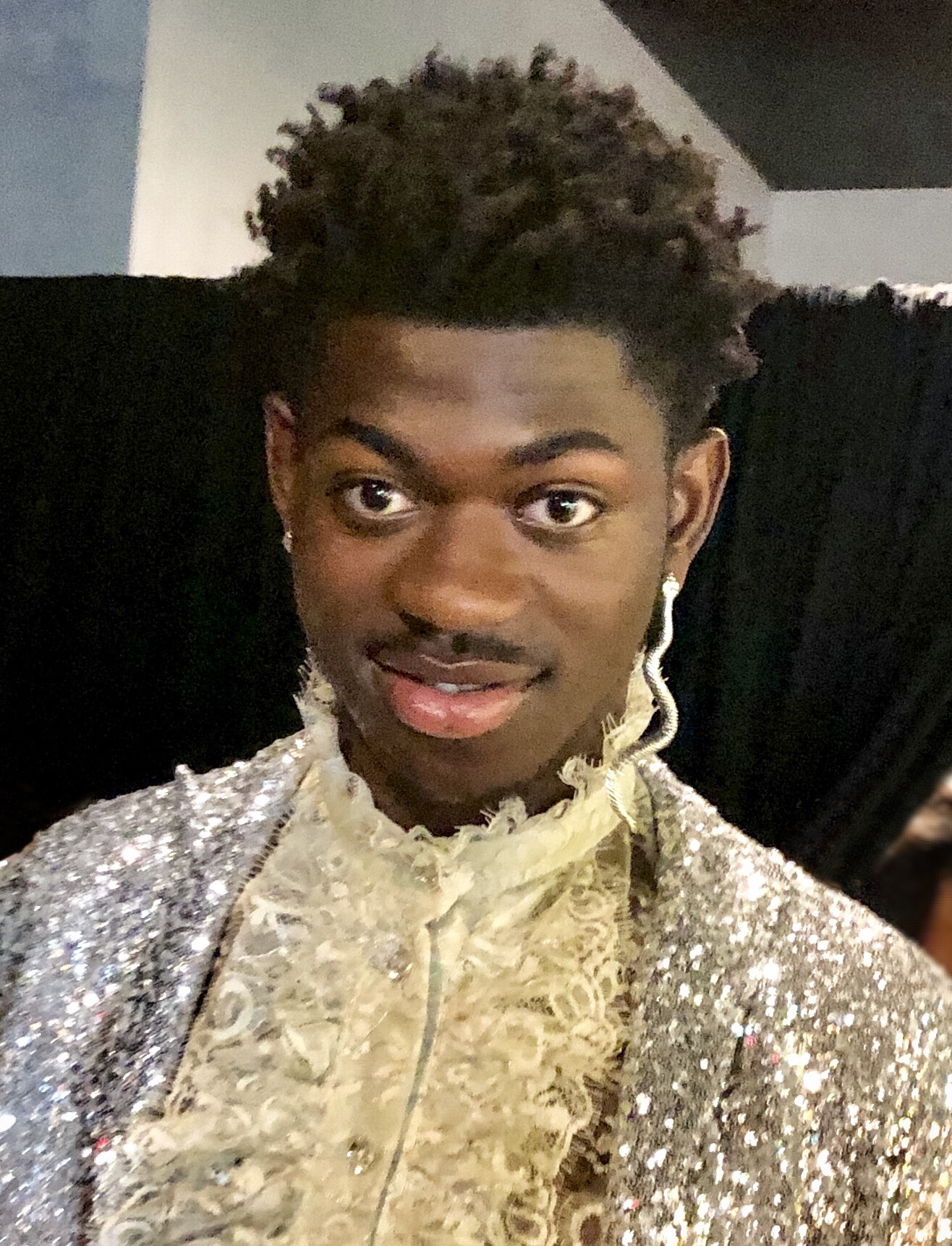
Lil Nas X venceu o prêmio de 2022

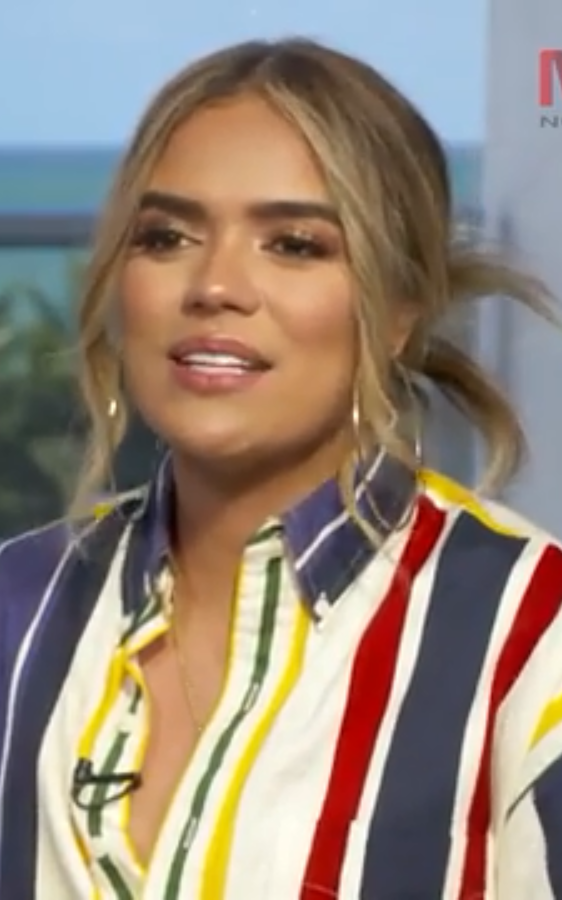
Karol G venceu o prêmio de 2023

| 2020 | Lady Gaga e Ariana Grande – "Rain on Me"              | - Black Eyed Peas e J Balvin – "Ritmo (Bad Boys for Life)" - Future (com part. de Drake) – "Life Is Good" - Ariana Grande e Justin Bieber – "Stuck with U" - Karol G (com part. de Nicki Minaj) – "Tusa" - Ed Sheeran (com part. de Khalid) – "Beautiful People"                                       | [ 11 ] |
| 2021 | Doja Cat (com part. de SZA) – "Kiss Me More"          | - 24kGoldn (com part. de Iann Dior) – "Mood" - Justin Bieber (com part. de Daniel Caesar e Giveon) – "Peaches" - Cardi B (com part. de Megan Thee Stallion) – "WAP" - Miley Cyrus (com part. de Dua Lipa) – "Prisoner" - Drake (com part. de Lil Durk) – "Laugh Now Cry Later"                         | [ 12 ] |
| 2022 | Lil Nas X e Jack Harlow – "Industry Baby"             | - Drake (com part. de Future e Young Thug) – "Way 2 Sexy" - Elton John e Dua Lipa – "Cold Heart (Pnau Remix)" - The Kid Laroi e Justin Bieber – "Stay" - Megan Thee Stallion e Dua Lipa – "Sweetest Pie" - Post Malone e The Weeknd – "One Right Now" - Rosalía (com part. de The Weeknd) – "La Fama"  | [ 13 ] |
| 2023 | Karol G e Shakira – "TQG"                             | - David Guetta e Bebe Rexha – "I'm Good (Blue)" - Post Malone e Doja Cat – "I Like You (A Happier Song)" - Diddy com part. de Bryson Tiller, Ashanti e Yung Miami – "Gotta Move On" - Metro Boomin com part. de The Weeknd, 21 Savage e Diddy – "Creepin' (Remix)" - Rema e Selena Gomez – "Calm Down" | [ 14 ] |
| 2024 | Taylor Swift (com part. de Post Malone) – "Fortnight" | - Drake (com part. de Sexyy Red e SZA) – "Rich Baby Daddy" - GloRilla e Megan Thee Stallion – "Wanna Be" - Jessie Murph (com part. de Jelly Roll) – "Wild Ones" - Jungkook (com part. de Latto) – "Seven" - Post Malone (com part. de Morgan Wallen) – "I Had Some Help"                               | [ 15 ] |
| 2025 |                                                       | - Bailey Zimmerman e Luke Combs – "Backup Plan" - Kendrick Lamar e SZA – "Luther" - Lady Gaga e Bruno Mars – "Die with a Smile" - Post Malone (com part. de Blake Shelton) – "Pour Me a Drink" - Rosé e Bruno Mars – "Apt." - Selena Gomez e Benny Blanco – "Sunset Blvd"                              | [ 16 ] |